# Saint-Jean-de-Dieu
Saint-Jean-de-Dieu är en kommun i provinsen Québec i Kanada. Den ligger i regionen Bas-Saint-Laurent, i den östra delen av landet, 600 km nordost om huvudstaden Ottawa. Kommunens centrum definieras som en typ av ort (localité non constituée) i folkräkningen.